# ترزا رویز (هنرپیشه)
ترزا رویز (انگلیسی: Teresa Ruiz؛ زادهٔ ۲۱ دسامبر ۱۹۸۶) یک هنرپیشه، و تهیه‌کننده اهل مکزیک است. وی از سال ۲۰۰۶ میلادی تاکنون مشغول فعالیت بوده‌است.